# Geographischer Mittelpunkt Sloweniens

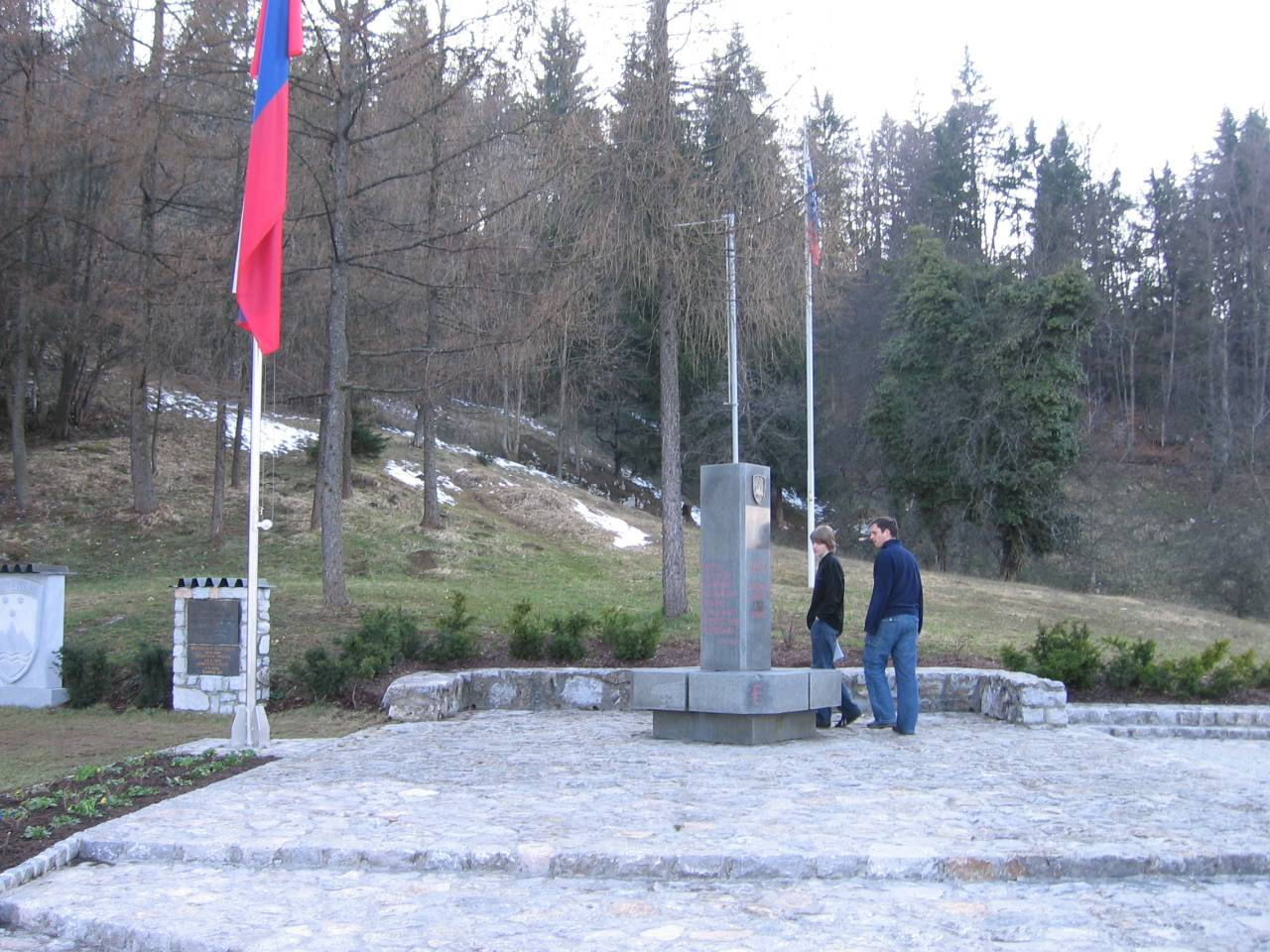
GEOSS-Denkmal in Slivna

Der geographische Mittelpunkt Sloweniens (slowenisch Geometrično središče Slovenije (Geoss)) befindet sich auf einer Höhe von 644,842 m im Weiler Slivna bei Vače (Gemeinde Litija) in der Region Zasavje. Die Geokoordinaten lauten 46° 7′ 12,8″ N, 14° 48′ 55,9″ O.

## Geschichte
Im Jahr 1981 wurde auf Initiative des damaligen Bürgermeisters der Gemeinde Litija das Projekt GEOSS (Geometrično središče Slovenije) initiiert. In diesem Rahmen einigten sich slowenische Kommunen auf eine Kofinanzierung. Später kamen Sponsoren hinzu. Ab 2005 folgte eine staatliche Finanzierung.

## GEOSS-Denkmal
Das den Mittelpunkt markierende Denkmal wurde am 4. Juli 1982 eingeweiht.
Das Denkmal besteht aus einer viereckigen Granitsäule, auf deren Ostseite das Staatswappen und die Umrisse von Slowenien angebracht sind. Auf der Südseite sind Verse aus der slowenischen Nationalhymne Zdravljica eingraviert, auf der Nordseite die geographischen Koordinaten.
In unmittelbarer Nähe wurde eine Linde gepflanzt, später wurden mehrere Flaggenmasten und Gedenktafeln ergänzt. Sie erinnern unter anderem an die Daten der slowenischen Unabhängigkeit, der Aufnahmen des Landes in die UNO und in die Europäische Union.

## Denkmal „Patriot Sloweniens“
In unmittelbarer Nähe des GEOSS befindet sich ein Denkmal zur Erinnerung an den Unabhängigkeitskrieg Sloweniens, das 2003 auf Initiative des Verbandes der Slowenischen Kriegsveteranen errichtet wurde. Auf der Vorderseite des Denkmals befindet sich eine Bronzetafel (entworfen von Zvonimir Kolenc), die einen Reiter der Abbildungen auf der Situla von Vače darstellt.
Im Umfeld der Anlage befinden sich Informationstafeln und ein kleines Museum.